# Джорджи Євремов
Джорджи Д. Євремов (мак. Ѓорѓи Д. Евремов; 8 грудня 1932, Кратово — 6 травня 2011, Скоп'є) — македонський учений-біолог, спеціаліст у галузі генної інженерії в медицині, ветеринарії та біотехнології тварин; колишній посол і міністр науки Північної Македонії, в 2000—2001 роках президент Македонської академії наук і мистецтв.

## Життєпис
Народився 8 грудня 1932 року в Кратово. Його батько був найбагатшою людиною міста до 1945 року, поки влада не націоналізувала практично все його майно. Батько радив Джорджи вчитися, кажучи, що навчання — єдиний спосіб поліпшити життя. Єфремов вступив на ветеринарний факультет Загребського університету і закінчив його в 1956 році. Опісля він працював і вчився на медичному факультеті університету Скоп'є, а потім був призначений асистентом на заняттях з психології домашніх тварин на факультеті сільського господарства і продовольства в Скоп'є.
У 1960 році Єфремов захистив магістерську роботу в Белградському університеті з психології та біохімії під керівництвом професора Божидара Ніколіча, а потім у вересні 1963 року там же захистив докторську роботу «Ембріональний і дорослий гемоглобіни тварин». Потім він став працювати на кафедрі внутрішньої медицини у Ветеринарному коледжі Осло, який очолював професор Мікаель Бред. Через два роки професор Тітус Хайсман запросив Євремова на дворічне стажування в медичний коледж Огасти (штат Джорджія, США), де вивчалися структура, функції, синтез і прояви нормального і аномального гемоглобіну в людському організмі.
Після повернення зі США Євремов був прийнятий в Македонську академію наук і мистецтв, очоливши дослідницьку роботу генної інженерії та біотехнологій. У 2000—2001 роках був президентом Македонської академії наук і мистецтв.
Помер 6 травня 2011 року в Скоп'є.